# Moravskoslezský seniorát

Moravskoslezský seniorát ČCE

Moravskoslezský seniorát je seniorát Českobratrské církve evangelické, zahrnuje evangelické sbory ze severní Moravy a Slezska.

## Popis
V současnosti sídlí na adrese U Vodárny 545/2 v Zábřehu v okrese Šumperk.

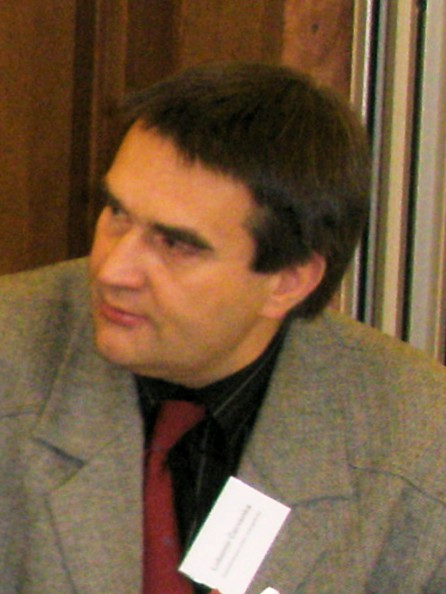
Emeritní senior Lubomír Červenka

V jeho čele stojí senior Vlastislav Stejskal a seniorátní kurátorka Hana Honsnejmanová.
Náměstkem seniora je Pavel Prejda a Mojmír Blažek, náměstkyni seniorátní kurátorky Jana Vrajová a 2. náměstkem Radomír Tyml; funkci seniorátní farářky vykonává Eliška Geislerová, pastoračním pracovníkem pro seniorát je Ondřej Sabela.
Rozloha seniorátu je 11 154 km², zahrnuje 24 sborů, které mají dohromady 6634 členů (k 31. 12. 2022).

## Přehled seniorů
- 1922–1933 Gustav Adolf Švanda
- 1934–1946 Bohuslav Burian
- 1946–1956 Miloš Šourek
- 1957–1969 Emil Stehlík
- 1969–1977 Josef Hlaváč
- 1978–1981 Josef Hromádka
- 1982–1994 Ludvík Klobása
- 1994–1997 Josef Hromádka
- 1998–2003 Jaroslav Ondra
- 2004–2015 Lubomír Červenka
- 2016–2023 Marek Zikmund
- od 2024 Vlastislav Stejskal (farář v Zábřehu)